# Francisco Moreno Fernández (militaire)
Francisco Moreno Fernández (San Fernando, 1883 - Ferrol, 1945) était un militaire espagnol.
Après une formation d’officier de marine, Moreno Fernández exerça comme commandant sur plusieurs navires de guerre (y compris dans des unités combattantes, en particulier au Maroc), puis comme enseignant et officier d’état-major. Sous la République, il fut appelé à apporter son concours à la rédaction de différents plans stratégiques pour la marine espagnole. Partie prenante de la conspiration militaire ayant conduit au coup d’État de juillet 1936 (et subséquemment à la Guerre civile), il rallia le camp des insurgés et siégea dans la Junta de Defensa Nacional, embryon de gouvernement nationaliste, avant d’être désigné fin juillet 1936 commandant en chef de la flotte franquiste, auquel titre il contribua en novembre de la même année à briser le blocus républicain du détroit de Gibraltar. Dans l’après-guerre civile, il joua un rôle important dans la répression franquiste au sein de la marine.

## Biographie

### Formation et débuts dans la carrière militaire
Né près de Cadix au sein d’une famille très liée à la marine espagnole, Franco Moreno Fernández était l’aîné d’une fratrie de quatre enfants, et avait pour frères Salvador Moreno Fernández, futur amiral et ministre de la Marine, et Juan Antonio Moreno Fernández, futur capitaine d’artillerie, et pour sœur Concepción, qui allait épouser l’amiral Francisco Bastarreche, principal responsable du massacre de la route Malaga-Almería en février 1937.
Poursuivant la tradition familiale, Moreno Fernández s’enrôla en 1898, à l’issue d’une enfance passée à Ferrol et avant même d’avoir atteint l’âge de 15 ans, dans la marine espagnole en suivant une formation sur le navire-école Princesa de Asturias à Ferrol, dont il sortit diplômé en mars 1904, avec le rang de lieutenant de vaisseau (alférez de navío), à seulement 19 ans.

### Commandant, enseignant et membre d’état-major de la marine
En 1917, Moreno Fernández fut désigné pour faire partie d’une Commission d’experts qui, en pleine Première Guerre mondiale, devait se rendre en Allemagne pour y visiter et étudier les ports militaires, leurs défenses, les chantiers navals et leurs ateliers de fabrication, et parallèlement pour parcourir tout le front de combat. À son retour en Espagne, il se vit confier le commandement du torpilleur no 12 (de la classe T-1) et exerça comme professeur de lance-torpilles au sein de l’Escadre d’instruction des garde-marines. Une fois promu capitaine de corvette en 1920, il suivit une formation spécialisée à l’École d’artillerie et de tir naval et fut nommé chef en second de la Commission hydrographique du Nord.
En 1924, il assuma la charge de commandant d’artillerie du cuirassé Jaime I et du garde-côte Larache, vaisseaux à bord desquels il prit part à des actions de combat au large du Maroc espagnol. En 1935, élevé entre-temps au grade de capitaine de vaisseau, il fut nommé professeur à l’École de guerre navale récemment fondée et implantée à Madrid.
Après la proclamation de la République en 1931, Moreno Fernández fut affecté à l’École de guerre et dans l’état-major de la marine, et participa à l’élaboration de plusieurs rapports d’expertise importants sur les forces navales espagnoles, siégeant notamment : dans la commission mise sur pied en 1931 par le ministre de la Guerre Casares Quiroga, avec pour mission d’analyser et de formuler des propositions sur la transformation organique de la marine militaire ; dans la commission convoquée par le ministre de la Marine Giral en 1932 et chargée de rédiger un rapport sur la situation de la marine et sur ses principaux besoins, lequel document devait servir de base aux principaux plans navals républicains ; et dans la commission interministérielle réunie en 1934 pour examiner la défense des Baléares. Lors de la grève insurrectionnelle d’octobre 1934 dans les Asturies, Moreno Fernández joua un rôle dans la campagne de restauration de l’ordre, en qualité d’agent de liaison au ministère de la Guerre.
En 1935, engagé dans un différend avec le sous-secrétaire de la Marine, Moreno Fernández fut jugé en conseil de guerre et sanctionné par la perte de son affectation et par quatre mois de mise en disponibilité. Sa peine purgée, il exerça à partir de fin 1935 à Ferrol comme commandant des croiseurs   Canarias et Baleares.

### Conspiration militaire, coup d’État de 1936 et guerre civile
Dès mars 1936, de premiers contacts avaient été noués entre, d’une part, les conjurés de l’armée de Terre et, d’autre part, le capitaine de vaisseau Moreno Fernández et ses deux fils José et Fernando, eux aussi officiers de marine, qui assuraient les agents de liaison des chefs putschistes de la participation active de la marine, le moment venu ; cet engagement du haut commandement de la marine (qui était loin alors de se cantonner à assumer un rôle de comparse passif ou d’être destiné, par la formation idéologique de ses officiers supérieurs, à s’insérer automatiquement dans l’organigramme conçu par Sanjurjo et Mola) allait se traduire par une implication discrète de tout le réseau de hauts gradés de la marine qui avaient adhéré aux objectifs des conspirateurs.
Au moment du coup d’État de juillet 1936, Moreno Fernández se trouvait à Ferrol et, s’étant joint aux insurgés, s’empara du commandement de l’arsenal après avoir fait écrouer son titulaire légal, le contre-amiral Antonio Azarola, qui allait être exécuté deux semaines plus tard, au terme d’une procédure judiciaire sommaire (« sumarísimo »). Il siégea dans la Junta de Defensa Nacional, avant d’être nommé par le gouvernement de Burgos commandant en chef de la flotte nationale. Promu contre-amiral à son tour, il se distingua à bord des croiseurs lourds Canarias et Cervera dans les opérations militaires du détroit de Gibraltar, mettant hors de combat, lors de la bataille du cap Spartel de fin novembre 1936, les destroyers républicains chargés de surveiller la zone, à savoir le Gravina et l’Almirante Ferrándiz , et réussissant ainsi à lever le blocus du littoral sud de la Péninsule et de la côté nord de l’Afrique.
Moreno Fernández était sinon associé à, du moins au courant de, l’opération navale germano-italienne secrète dite opération Ursula, convenue le 17 novembre 1936 par des délégués de Rome et de Berlin et comportant un accord de coopération entre leurs marines respectives en matière de situation sous-marine dans les eaux territoriales espagnoles ; ledit accord stipulait un tour de rôle dans la surveillance de la côte espagnole, la permission pour les unités italiennes d’attaquer les destroyers et sous-marins républicains ainsi que les vaisseaux soviétiques et républicains dans les eaux territoriales espagnoles, et l’obligation d’en informer le commandement espagnol insurgé et d’échanger les informations concernant le mode opératoire naval de la République,. L’on sait par le journal de la mission navale allemande en Espagne, tenu par Kurt Meyer-Döhner, que le 2 décembre 1936, Moreno Fernández eut une réunion avec le capitaine italien et chef de la mission italienne auprès des militaires rebelles Giovanni Ferretti, avec l’amiral italien Alberto Marenco di Moriondo et avec l’amiral allemand et Befehlshaber der Aufklärungsstreitkräfte (B.d.A.) Hermann Boehm. Meyer-Döhner a consigné dans ce journal qu’il y fut débattu de la possibilité d’une collaboration entre les trois forces navales, ce qui rend probable que l’opération Ursula y ait également été abordée,.
En 1937, promu entre-temps vice-amiral, Moreno Fernández fut désigné amiral en chef des Forces armées de terre, mer et air du Blocus de la Méditerranée, qui est la dénomination qu’avait la flotte de guerre franquiste pendant le conflit,.
Au début de février 1939, Moreno Fernández intervint dans l’un des incidents ayant marqué la phase finale de la Guerre civile, où trois avions italiens, agissant pour leur propre compte et sans ordre reçu en ce sens de la part du commandement central, effectuèrent un bombardement de plusieurs positions sur l’île de Minorque, faisant trois morts, une dizaine de blessés et d’importants dégâts. Fernando Sartorius y Díaz de Mendoza, alors commandant en chef de la région aérienne des Baléares, éleva immédiatement une protestation auprès de ses supérieurs contre ce bombardement, qui allait à l’encontre des engagements pris envers les Britanniques et qui pouvait compromettre les pourparlers, déjà fort avancés, en vue d’un accord de reddition avec les républicains. Moreno Fernández, emboîtant le pas à Sartorius, intervint fermement et personnellement auprès du gouvernement de Franco en requérant que les attaques aériennes contre Minorque soient suspendues sur-le-champ ; il obtint effectivement qu’une suite rapide soit donnée à sa requête, y compris sur le point de la mise à pied du commandant italien responsable.
Le 31 mars 1939, les forces nationalistes, emmenées notamment par le général Saliquet, commandant en chef de l’armée du Centre, par le général Solchaga, chef du corps d’armée de Navarre, et par le général Alonso Vega, commandant en chef de la Quatrième division Navarre, se rendaient maîtres du port militaire de Carthagène ; la marine pour sa part était représentée par Moreno Fernández, commandant général du Département maritime, et par le général Ramón Agacino Armas, exerçant à l’arsenal.

### Après-guerre civile
La Guerre civile terminée, Moreno Fernández fut nommé capitaine général du port de Carthagène, puis en septembre de la même année 1939, de celui de Ferrol, où il décéda des suites d’un arrêt cardiaque.
Il joua un rôle de premier plan dans la répression franquiste menée après le conflit dans les forces navales. En particulier, la répression allait aussi s’abattre sur les marins républicains qui, dans les derniers jours de la guerre civile, avaient fait mouvement avec le gros de la flotte vers Bizerte en Tunisie. Nombre d’entre eux, redoutant d’être internés dans des camps de concentration (français), dans une atmosphère hostile, sur un territoire sous l’autorité d’un gouvernement français ayant d’ores et déjà reconnu celui de Franco, se laissèrent leurrer par les promesses fallacieuses de Francisco Moreno, arrivé le 2 avril 1939 à bord de deux navires de transport, en vue de prendre réception de la flotte à la suite de sa restitution par les autorités françaises. À peine débarqués à Rota (sur le flanc nord de la baie de Cadix), les marins républicains furent enfermés dans un camp de prisonniers et eurent à subir un processus d’épuration (« depuración »), qui allait conduire beaucoup d’entre eux devant des conseils de guerre prononçant contre eux mises à pied, arrêts de forteresse et peines de mort,.
Dans l’après-guerre civile, Moreno Fernández se trouvait, en sa qualité de commandant en chef du Département maritime de Carthagène, de sa base navale et de son arsenal, placé à la tête d’un vaste appareil répressif, jusqu’au moment où il fut relevé dans cette fonction en 1941 par l’amiral Francisco Bastarreche. En octobre 1941, il désigna le capitaine de frégate Ricardo de Benito Perera au poste de juge d’instruction de la Causa General de la Marina sur la base navale de Carthagène. Celui-ci, assisté de son secrétaire, le capitaine d’infanterie de marine Miguel Ruíz González, conçut tout un dispositif bureaucratique chargé d’exploiter les archives, d’unifier les normes juridiques et de mettre en place une vaste organisation répressive, qui réussit dès les premiers mois de l’après-guerre civile à constituer dans la marine jusqu’à 57 tribunaux d’instruction (là où l’Auditorat de guerre de l’armée de Terre n’en avait que trois),.

### Vie personnelle et mémoires
Moreno Fernández avait épousé en 1911 Antonia de Reyna y Martínez de Tejada, fille d’un colonel d’artillerie. L’architecte Salvador Moreno Peralta est son petit-fils, et le chanteur Pablo Alborán (né en 1989), son arrière-petit-fils.
Après sa mort, on découvrit le brouillon de ses mémoires, restées inachevées, qui furent, après mise en forme, publiées en 1959 par les soins de ses fils Fernando et Salvador Moreno de Alborán y Reyna, sous le titre de La guerra en el mar. Selon ce qu’indiquent ses fils, Francisco Moreno Fernández, lorsqu’il voulut publier ces mémoires, se heurta à la censure de l’amiral et ministre de la Marine Felipe José Abárzuza, qui « supprima toute référence [...] à l’aide apportée par l’Allemagne et l’Italie », ce qui met en évidence la détermination des autorités franquistes à passer sous silence l’intervention germano-italienne ayant rendu possible la victoire des militaires rebelles,.

## Hommages
En plus des nombreuses décorations décernées à Moreno Fernández de son vivant, le général Franco lui conféra à titre posthume, après son décès survenu dans l’exercice de son ultime fonction, en reconnaissance des services rendus à la Nation, le titre, spécialement créé à cet effet, de marquis d’Alborán,.
Moreno Fernández est inhumé dans le Panteón de los Marinos Ilustres à San Fernando, près de Cadix.

## Inculpation posthume de crimes contre l’humanité et de détention illégale (2010)
En 2008, Francisco Moreno Fernández fut l’un des 35 haut placés du franquisme mis en accusation par l’Audience nationale dans le cadre de la procédure engagée par le juge Baltasar Garzón pour délits présumés de détention illégale et de crimes contre l'humanité commis au cours de la Guerre civile et des premières années du régime de Franco. Toutefois, le juge déclara éteinte la responsabilité pénale de Moreno Fernández, après qu’il eut reçu confirmation indubitable de son décès, survenu près de cinquante ans auparavant,. L’instruction de cette affaire fut à ce point polémique que Garzón vint à être inculpé lui-même de prévarication et dut passer en jugement ; cependant, il fut acquitté en février 2012 par le Tribunal suprême.